# Gonatopus pedestris
Gonatopus pedestris är en stekelart som beskrevs av Johan Wilhelm Dalman 1818. Gonatopus pedestris ingår i släktet Gonatopus, och familjen stritsäcksteklar. Arten är reproducerande i Sverige.